# Galyn Görg
Galyn Görg (Los Angeles, 15 luglio 1964 – Los Angeles, 14 luglio 2020) è stata un'attrice, showgirl e cantante statunitense spesso accreditata anche come Galan Gorg, Galyn Gorg o Gaylyn Görg.

## Biografia
Nata a Los Angeles nel 1964, era figlia di un regista di documentari e di un'attrice. Crebbe alle Hawaii e si diplomò al Santa Monica College .
Mosse i primi passi come ballerina apparendo nei videoclip di Sharp dressed man degli ZZ Top e in quello di Body dei The Jackson 5. Nello stesso periodo prese parte alle serie Saranno famosi e A-Team.
In seguito si trasferì in Italia dove nel 1985 esordì come show girl a Fantastico 6 con Steve La Chance: i due formarono una coppia di ballerini di successo uniti anche nella vita privata. Insieme presero parte poi al varietà televisivo di Canale 5 SandraRaimondo Show del 1987. Nello stesso periodo la showgirl ebbe modo di incidere le sigle a 45 giri dei relativi programmi, prodotti entrambi dagli Oliver Onions.
In seguito recitò in qualche pellicola ma soprattutto in telefilm di successo come Storie incredibili, I segreti di Twin Peaks, Willy, il principe di Bel Air, Xena - Principessa guerriera, Crossing Jordan, CSI: Miami e Lost.
Negli ultimi anni, pur non smettendo di recitare, si dedicò all'attività di produttrice e location management. Si impegnò inoltre nel sociale in organizzazioni come l'UNICEF, Pachamama Alliance, The Herb Alpert Foundation, Yoga for Youth, The International House of Blues Foundation e World Festival of Sacred Music.
Galyn Görg è morta il 14 luglio 2020, alla vigilia del suo 56º compleanno, a causa di un tumore polmonare.

## Filmografia

### Cinema
- Strangers in Paradise, regia di Ulli Lommel (1984)
- America 3000, regia di David Engelbach (1986)
- The Bikini Shop, regia di David Wechter (1986)
- Living the Blues, regia di Alan Gorg (1986)
- Doppio gioco (Down Twisted), regia di Albert Pyun (1987)
- Tipi sbagliati (The Wrong Guys), regia di Danny Bilson (1988)
- The Wizard of Speed and Time, regia di Mike Jittlov (1988)
- Scuola di ballo (Dance Academy), regia di Ted Mather (1988)
- RoboCop 2, regia di Irvin Kershner (1990)
- Point Break - Punto di rottura (Point Break), regia di Kathryn Bigelow (1991)
- Il mistero di Storyville, (Storyville), regia di Mark Frost (1992)
- Cuba Libre - La notte del giudizio, (Judgment Night), regia di Stephen Hopkins (1993)
- Temptation - Ultimo inganno, (Temptation), regia di Strathford Hamilton (1994)
- The Wrong Friend, regia di David DeCoteau (2018)
- Teller's Camp, regia di Jared Zabel (2021)

### Televisione
- Saranno famosi (Fame) – serie TV, 1 episodio (1984)
- It's Your Move – serie TV, 1 episodio (1985)
- A-Team (The A-Team) - serie TV, 1 episodio (1985)
- Cover Up - serie TV, 1 episodio (1985)
- Ritratto nello specchio (Mirrors) – film TV (1985)
- Storie incredibili (Amazing Stories) – serie TV, 1 episodio (1986)
- Infermiere a Los Angeles (Nightingales) – film TV (1988)
- When We Were Young – film TV (1989)
- Jake & Jason detectives – serie TV, 1 episodio (1989)
- Tutti al college (A Different World) – serie TV, 3 episodi (1989-1992)
- Sporting Chance –  film TV (1990)
- I segreti di Twin Peaks (Twin Peaks) – serie TV, 3 episodi (1990)
- The 100 Lives of Black Jack Savage – serie TV, 1 episodio (1991)
- Grapevine – serie TV, 1 episodio (1992)
- Mr. Cooper (Hangin' with Mr. Cooper) – serie TV, 1 episodio (1992)
- Firestorm: 72 Hours in Oakland  – film TV (1993)
- M.A.N.T.I.S. – serie TV, 22 episodio (1994)
- Star Trek: Deep Space Nine – serie TV, episodio 4x03 (1995)
- Willy, il principe di Bel Air (The Fresh Prince of Bel-Air) – serie TV, 1 episodio (1996)
- Xena - Principessa guerriera (Xena) – serie TV, 1 episodio (1996)
- Living Single – serie TV, 1 episodio (1996)
- Hercules – serie TV, 1 episodio (1996)
- Star Trek: Voyager – serie TV, episodio 3x10 (1996)
- Hang Time – serie TV, 1 episodio (1997)
- Stargate SG-1 – serie TV, 1 episodio (1997)
- Crossing Jordan – serie TV, 1 episodio (2001)
- CSI: Miami – serie TV, 1 episodio (2004)
- Lost – serie TV, 1 episodio (2008)
- Parks and Recreation – serie TV, 1 episodio (2015)
- A Husband for Christmas – film TV (2016)
- L'ossessione di Maddie (The Wrong Student), regia di David DeCoteau – film TV (2017)
- Colony – serie TV, 1 episodio (2017)
- Un ammiratore pericoloso – film TV (2017)
- Le regole del delitto perfetto (How to Get Away with Murder) – serie TV, 1 episodio (2018)
- Clarke & DiBella: Hollywood Division – serie TV, 1 episodio (2018)
- Mai fidarsi di quel ragazzo (The Wrong Friend), regia di David DeCoteau – film TV (2018)
- A Christmas in Royal Fashion – film TV (2018)
- Una principessa a Natale (A Christmas Princess), regia di Fred Olen Ray – film TV (2019)
- The Adventures of Detective Samantha Sturgess – serie TV, 1 episodio (2019)

## Videoclip
- All Night Long (Lionel Richie 1983)
- thriller Michael Jackson 1983
- Sharp Dressed Man (ZZ Top, 1983)
- I Still Can't Get Over Loving You (Ray Parker Jr., 1983)
- Body (The Jacksons, 1984)

## Discografia
- 1985 - Formula 6/Until you (Kangaroo Team Records	ZB 7521, 7")
- 1987 - Je t'aime, je t'aime/Friends in love (Kangaroo Team Records ZB 41223, 7") - pubblicato in coppia con Steve La Chance come Galyn & Steve

## Show televisivi
- Fantastico 6 (Rai 1, 1985-1986)
- SandraRaimondo Show (Canale 5, 1987)